# 톰과 제리 코미디 쇼
《톰과 제리 코미디 쇼 만들기》(The Tom and Jerry Comedy Show) Filmation Associates와 MGM Television이 제작하고 1980-1982년에 방영된 미국의 코믹 애니메이션이다.

## 개요
쇼의 오프닝은 톰이 제리를 쫓는 화면으로 시작된다. 그들은 다른 모든 등장 캐릭터들이 거대한 "Tom & Jerry" 간판을 세우는 과정에서 추격을 계속한다(Tom & Jerry Kids의 두 번째 오프닝과 유사).

## 출연진
- 루 샤이머 - 스파이크, 바니 베어
- 프랭크 웰커 - 톰, 제리, 터피
- 노먼 프레스콧 - 슈퍼마켓 매니저
- 제이 샤이머 - 힐다
- 에리카 샤이머 - 로봇 메이드
- 레니 와인립 - 매끄러운 늑대
- 린다 게리 - 그웬